# Lisina (planina u BiH)
Lisina je planina koja se nalazi na području općina Mrkonjić Grada i Šipova. Njen najviši vrh, Bandira, se nalazi na visini od 1.467 metara. Pretežno je grade vulkanogeno-sedimentne tvorevine: rožnjaci, vapnenci, silificirani laporci, glinoviti škriljci i tufovi te dijabazi srednjetrijaske starosti.
Zahvaljujući geološkoj građi, karakterizira je velika bioraznolikost biljnih i životinjskih vrsta. U dosadašnjim istraživanjima je otkriveno i opisano preko 1.000 biljnih vrsta, oko 1.500 vrsta gljiva, pet vrsta ribe, po desetak vrsta vodozemaca i gmazova, 29 vrsta sisavaca i 107 ptičjih vrsta. Pronađeno je i oko 360 izvora pitke vode koji predstavljaju značajne vodene resurse u lokalnim okvirima.
Na njenom vrhu se nalazi planinarski dom, a na obroncima planine nekoliko sela mrkonjićke općine. U podnožju Lisine, u blizini sela Podrašnica, nalazi se izletište Zelenkovac.